# El embarcadero (serie de televisión)
El embarcadero es una serie española de televisión original de Movistar+, estrenada el 18 de enero de 2019 y finalizada el 17 de enero de 2020. La serie narra la vida de dos mujeres, que no se conocen, y que tratan de investigar la muerte de su marido, sin saber que él tenía una doble vida con dos matrimonios diferentes. Actualmente ha emitido 2 temporadas (2019 y 2020), de 8 capítulos cada una, con una duración de aproximadamente 50 minutos por episodio.
Está creada por Álex Pina y Esther Martínez Lobato, y producida por Atresmedia Studios y Vancouver Media. Está protagonizado por Álvaro Morte, Verónica Sánchez e Irene Arcos. Se presentó bajo el nombre de The Pier en el MIPCOM, celebrado en Cannes en 2018.

## Sinopsis

### Primera temporada
Dos mujeres, que no se conocen, tratan de investigar la muerte de su marido, sin saber que él llevaba una doble vida con cada una de ellas.

### Segunda temporada
Ambas mujeres se sienten atraídas entre sí y comienzan una relación para vengarse de la muerte de su marido, logrando descubrir toda la verdad.

## Producción
En abril de 2018 se anunció que Álvaro Morte fichaba por la serie para interpretar al personaje de Óscar. Era la primera serie del actor tras el éxito mundial de La casa de papel.  A finales de ese mismo mes, se confirmó que Irene Arcos y Verónica Sánchez se unían al proyecto para dar vida a Verónica y Alejandra, respectivamente.
Asimismo, en mayo de 2018 se anunció el resto del reparto, formado por Cecilia Roth, Roberto Enríquez, Miquel Fernández, Marta Milans y Judit Ampudia. Por otra parte, el 22 de mayo de 2018 se dio a conocer que Verónica Sánchez se incorporaba a la serie tras la baja de Valeria Alonso, que finalmente tuvo que dejar el proyecto por motivos personales. El rodaje de la serie se llevó a cabo en el Parque natural de la Albufera de Valencia. Los 16 episodios que componen las dos temporadas de la serie se grabaron de seguido durante 2018.

## Reparto

### Principal
- Álvaro Morte - Óscar León Faus
- Verónica Sánchez - Alejandra "Álex" Leyva Verdú / Martina
- Irene Arcos - Verónica "Vero" Alfaro Rellán
- Roberto Enríquez - Teniente Conrado
- Marta Milans - Katia
- Judit Ampudia - Ada Munet
- Miquel Fernández - Francisco "Fran" Pacheco
- Paco Manzanedo - Vicent
- Cecilia Roth - Blanca Verdú

### Secundario
- Antonio Garrido - Jaume "Big Boss" (Episodio 1 - Episodio 8; Episodio 10 - Episodio 11; Episodio 13 - Episodio 16)
- Luna Fulgencio - Soledad "Sol" León Alfaro (Episodio 2 - Episodio 10)
- Eva Martín - Montse (Episodio 3 - Episodio 6; Episodio 9; Episodio 14)
- Arlette Torres - Keyla (Episodio 4 - Episodio 6; Episodio 8; Episodio 12; Episodio 16)
- Sergio Caballero - Arturo Allende (Episodio 2; Episodio 10 - Episodio 11)
- Antonio Dechent - Francisco "Paco" Reyes Martín (Episodio 12; Episodio 15)
- Irene Bueno Royo - Belén (Episodio 1 - Episodio 2; Episodio 11)

## Temporadas y episodios
| Temporadas | Temporadas | Capítulos | Estreno             |
| ---------- | ---------- | --------- | ------------------- |
|            | 1          | 8         | 18 de enero de 2019 |
|            | 2          | 8         | 17 de enero de 2020 |

### Primera temporada (2019)
| N.º en serie | N.º en temp. | Título       | Dirigido por                  | Escrito por                                                                                  | Fecha de lanzamiento original |
| ------------ | ------------ | ------------ | ----------------------------- | -------------------------------------------------------------------------------------------- | ----------------------------- |
| 1            | 1            | «Episodio 1» | Jesús Colmenar                | Álex Pina, Esther Martínez Lobato, Javier Gómez Santander y David Barrocal                   | 18 de enero de 2019           |
| 2            | 2            | «Episodio 2» | Álex Rodrigo                  | Álex Pina, Esther Martínez Lobato y Javier Gómez Santander                                   | 18 de enero de 2019           |
| 3            | 3            | «Episodio 3» | Jesús Colmenar y Álex Rodrigo | Álex Pina, Esther Martínez Lobato, Javier Gómez Santander y Florian Recio                    | 18 de enero de 2019           |
| 4            | 4            | «Episodio 4» | Álex Rodrigo                  | Álex Pina, Esther Martínez Lobato, Florian Recio, Jelen Morales y Emilio Díez                | 18 de enero de 2019           |
| 5            | 5            | «Episodio 5» | Jorge Dorado                  | Álex Pina, Esther Martínez Lobato, David Barrocal y Alberto Úcar                             | 18 de enero de 2019           |
| 6            | 6            | «Episodio 6» | Álex Rodrigo                  | Álex Pina, Esther Martínez Lobato, Florian Recio, Jelen Morales y Emilio Díaz                | 18 de enero de 2019           |
| 7            | 7            | «Episodio 7» | Jorge Dorado                  | Álex Pina, Esther Martínez Lobato, David Barrocal y Alberto Úcar                             | 18 de enero de 2019           |
| 8            | 8            | «Episodio 8» | Álex Rodrigo                  | Álex Pina, Esther Martínez Lobato, David Barrocal, Alberto Úcar, Jelen Morales y Emilio Díez | 18 de enero de 2019           |

### Segunda temporada (2020)
| N.º en serie | N.º en temp. | Título        | Dirigido por            | Escrito por                                                                    | Fecha de lanzamiento original |
| ------------ | ------------ | ------------- | ----------------------- | ------------------------------------------------------------------------------ | ----------------------------- |
| 9            | 1            | «Episodio 9»  | Álex Rodrigo            | Álex Pina, Esther Martínez Lobato, Jelen Morales y Emilio Díez                 | 17 de enero de 2020           |
| 10           | 2            | «Episodio 10» | Jorge Dorado            | Álex Pina, Esther Martínez Lobato, Jelen Morales y Emilio Díez                 | 17 de enero de 2020           |
| 11           | 3            | «Episodio 11» | Jorge Dorado            | Álex Pina, Esther Martínez Lobato, Esther Morales, Jelen Morales y Emilio Díez | 17 de enero de 2020           |
| 12           | 4            | «Episodio 12» | Eduardo Chapero-Jackson | Álex Pina, Esther Martínez Lobato, Esther Morales, Jelen Morales y Emilio Díez | 17 de enero de 2020           |
| 13           | 5            | «Episodio 13» | Eduardo Chapero-Jackson | Álex Pina, Esther Martínez Lobato, Esther Morales, Jelen Morales y Emilio Díez | 17 de enero de 2020           |
| 14           | 6            | «Episodio 14» | Álex Rodrigo            | Álex Pina, Esther Martínez Lobato, Esther Morales, Jelen Morales y Emilio Díez | 17 de enero de 2020           |
| 15           | 7            | «Episodio 15» | Eduardo Chapero-Jackson | Álex Pina, Esther Martínez Lobato, Esther Morales, Jelen Morales y Emilio Díez | 17 de enero de 2020           |
| 16           | 8            | «Episodio 16» | Jorge Dorado            | Álex Pina, Esther Martínez Lobato, Esther Morales, Jelen Morales y Emilio Díez | 17 de enero de 2020           |